# Licinini

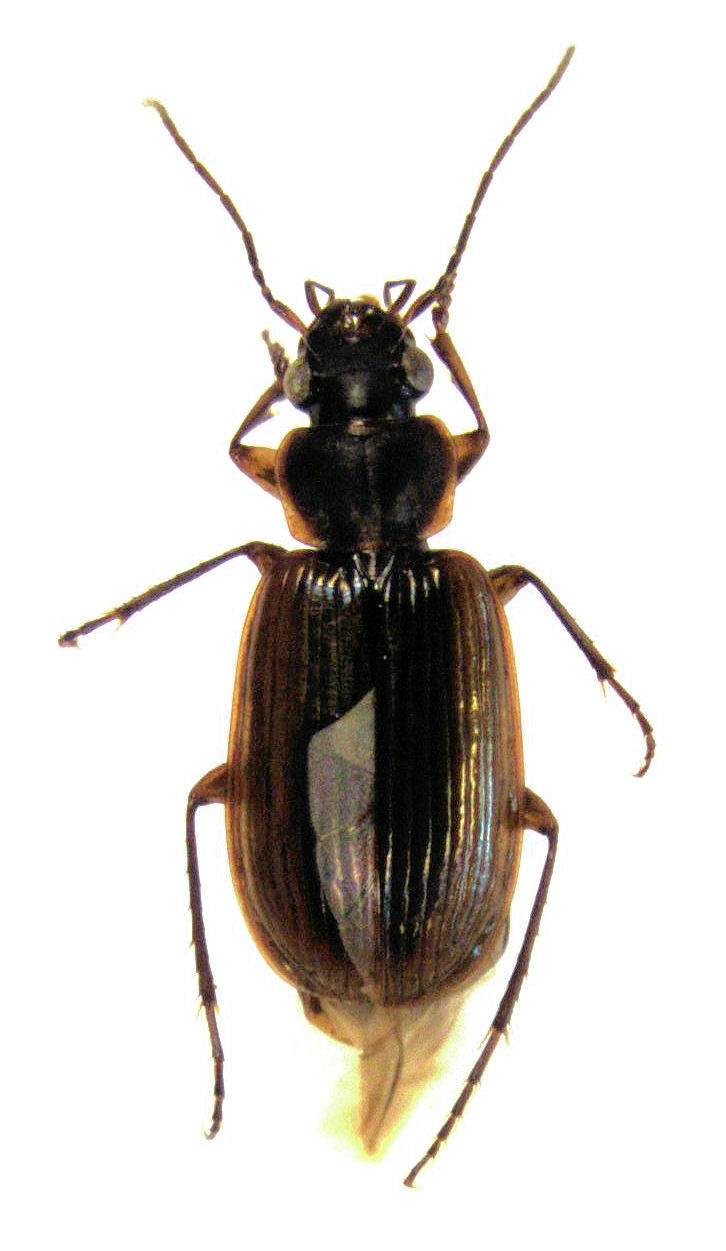
Physolaesthus

Licinini – plemię chrząszczy z rodziny biegaczowatych i podrodziny Licininae lub Harpalinae.

## Taksonomia
Takson opisany został w 1810 roku przez Franco Andreę Bonelliego. Dawniej klasyfikowane też w Callistinae.

## Opis
Oczy dobrze rozwinięte. Żuwaczki asymetryczne, grzebykowate. Nadustek z głębokim wcięciem w przedniej krawędzi, przez które widoczna jest błona labrum. Przednie golenie z głębokim wcięciem na wewnętrznej krawędzi. Pokrywy nie ścięte przy wierzchołku.

## Rozprzestrzenienie
W Polsce występuje 14 gatunków z rodzajów Badister i Licinus.

## Systematyka
Plemię to podzielone jest na 4 podplemiona:
- Dicaelina Laporte, 1834
- Dicrochilina Ball, 1992
- Lestignathina Ball, 1992
- Licinina Bonelli, 1810